# FW Весов
FW Весов (лат. FW Librae) — двойная затменная переменная звезда типа Беты Лиры (EB:) в созвездии Весов на расстоянии приблизительно 2920 световых лет (около 895 парсеков) от Солнца. Видимая звёздная величина звезды — от +10,2m до +9,8m. Орбитальный период — около 1,4951 суток.